# Iotonchus gymnolaimus
Iotonchus gymnolaimus is een rondwormensoort uit de familie van de Mononchidae. De wetenschappelijke naam van de soort is voor het eerst geldig gepubliceerd in 1893 door Cobb.